# Iphiaulax abstractus
Iphiaulax abstractus är en stekelart som först beskrevs av Charles Thomas Brues 1910.  Iphiaulax abstractus ingår i släktet Iphiaulax och familjen bracksteklar. Inga underarter finns listade i Catalogue of Life.